# Missió de Transició de les Nacions Unides a Haití
La Missió de Transició de les Nacions Unides a Haití (UNTMIH) va ser una missió de pau de les Nacions Unides. Es basava en la Resolució 1123 del Consell de Seguretat de les Nacions Unides del 30 de juliol de 1997 i va substituir a la Missió de Suport de les Nacions Unides a Haití (UNSMIH).
La missió va tenir lloc entre agost i novembre de 1997 i va servir per entrenar la Policia Nacional d'Haití sota la UNSMIH. Això va ser seguit per una nova formació de la Missió de Policia Civil de les Nacions Unides a Haití (MIPONUH).
La seu de la UNTMIH a Port-au-Prince va ajudar al veneçolà Enrique Ter Horst en el càrrec de Representant Especial del Secretari General i cap de missió de les forces armades Robin Gagnon del Canadà i del component de la policia coronel Jean-Claude Laparra de França, La força laboral de la missió va ser de 250 agents de la Policia procedents de l'Argentina, Benín, Canadà, França, Índia, Mali, Níger, Senegal, Togo, Tunísia i els EUA, així com 50 militars procedents del Canadà i Pakistan.